# Горчичная ванна
Горчичная ванна — водолечебный метод физиотерапии, заключающийся в применении общей или местной тёплой пресноводной ванны с добавлением горчичного порошка. Как и горчичники, обладает раздражающим действием на кожу человека за счёт кислотной среды эфирного горчичного масла. Относится к альтернативной медицине. В основном используется в домашних условиях.

## Оказываемое действие
Растворённое в воде эфирное горчичное масло при контакте с кожей вызывает раздражение кожных рецепторов. Возникает гиперемия (покраснение) кожи за счёт расширения капилляров и усиления кровотока в них. Усиливается потоотделение. Рефлекторно улучшается кровоток в нижележащих тканях и внутренних органах, повышается обмен веществ, уменьшается спазм гладких мышц, понижается артериальное давление, урежается сердечный ритм, дыхание становится более глубоким, возбудимость нервной системы ослабевает.
С точки зрения традиционной медицины, горчичная ванна не лечит и не выводит токсины, а лишь способна замаскировать симптомы некоторых заболеваний, отвлечь пациента с помощью легкого обжигания кожи, вызвать ощущение усталости из-за того, что организму приходится реагировать на раздражение кожи.

## Показания
Горчичная ванна традиционно применялась для взрослых и детей при:
Острых и хронических воспалительных заболеваниях лёгких и дыхательных путей (пневмония, бронхит), острых респираторных заболеваниях (общая ванна), подострых и хронических воспалительных заболеваниях лёгких и дыхательных путей, неврозах, хронической энцефалопатии, артериальной гипертензии, начальных проявлениях ишемической болезни сердца, приступе бронхиальной астмы (местная ванна).
После открытия антибиотиков горчичные ванны перестали назначать при пневмонии и прочих серьезных инфекциях. Некоторые пациенты сообщают о чувстве облегчения симптомов «простуды» после применения ванн, есть мнения, что это плацебо-эффект, так как клинические исследования не подтверждают наличие лечебного эффекта.

## Противопоказания
Заболевания кожи на месте её соприкосновения с водой (дерматит, фурункулёз, пиодермия, нейродермит), лёгочное кровотечение, лихорадка (t тела выше 37—38 °C), злокачественная опухоль, аллергия на компоненты горчицы, активная форма туберкулёза.

## Техника выполнения процедуры

Местная ручная ванна

Для общей ванны берут 100—200 г горчичного порошка из расчёта на 200 л воды (при местной ванне 10—15 г порошка на 10—15 л воды). Сначала порошок тщательно разводят в небольшом количестве тёплой воды (t 38—40 °C) до консистенции жидкой сметаны. Полученную массу вливают в наполненную водой ванну или другую ёмкость и продолжают помешивание до полного растворения горчицы.
Общую ванну принимают в сидячем или полусидячем положении с выпрямленными или полусогнутыми ногами. Уровень воды не должен быть выше мечевидного отростка (до сосков). При местной ванне окунают ноги или руки (кисть с предплечьем) в таз с водой.
Температура воды общей горчичной ванны 36—38 °C, местной 37—40 °C. Продолжительность общей ванны 5—10 минут, местной 10—15 минут.
По окончании процедуры кожу ополаскивают тёплой водой и вытирают насухо. Сразу после ванны необходимо спокойно полежать хорошо укутавшись в постели 45—60 минут.